# Ranunculus sajanensis
Ranunculus sajanensis är en ranunkelväxtart som beskrevs av Mikhail Grigoríevič Popov. Ranunculus sajanensis ingår i släktet ranunkler, och familjen ranunkelväxter. Inga underarter finns listade i Catalogue of Life.